# Witte Mars
De Witte Mars was een betoging die plaatsvond op 20 oktober 1996 in Brussel, nadat de zaak-Dutroux met Dutrouxs arrestatie was losgebarsten. De betogers kwamen op straat voor een beter werkend gerecht dat in alle onafhankelijkheid de zaak-Dutroux tot op het bot zou kunnen uitspitten en voor een betere bescherming van kinderen.

## Voorgeschiedenis
Nadat Marc Dutroux op 13 augustus 1996 was aangehouden en de ontvoerde meisjes Sabine Dardenne en Laetitia Delhez op 15 augustus uit hun kelder waren bevrijd, was hier en daar al beroering merkbaar. In het begin was de woede vooral gericht tegen de persoon van Marc Dutroux. Maar al snel werd ook met de vinger gewezen naar de politie, het gerecht en de politiek. Een week voor de Witte Mars hadden zich al mensen verzameld op de trappen van verschillende justitiepaleizen in België.
Het wantrouwen in de politie, het gerecht en de politiek vergrootte nog toen onderzoeksrechter Jean-Marc Connerotte, die de bewijzen verzamelde tegen Marc Dutroux, na een klein incident werd beschuldigd van mogelijke partijdigheid: het spaghetti-arrest. Op 14 oktober 1996 en daarna kwamen mensen op straat met vlaggen waarop geschreven stond: "Ik ben beschaamd Belg te zijn".

## Witte Mars
Het was de moeder van Elisabeth Brichet die aanvoelde dat de bevolking wilde samen komen en op 27 september riep ze in een interview de bevolking op tot een nationale mars. De ouders van de verdwenen kinderen steunden dit idee en gaven een gezamenlijk persbericht uit: "[...] We willen dat deze mars zonder spandoeken en politieke slogans plaatsvindt. Wit zal ons symbool zijn, het symbool van onze beschadigde en vermoorde kinderen, van de verraden onschuld, maar ook van de geweldloosheid. Sluit u bij ons aan met een witte bloem of een witte ballon als teken van herkenning. Wij willen dat deze mars een vreedzame demonstratie van het volk zal zijn, passend bij onze solidariteit met alle kinderen."
Op 20 oktober trokken zo'n 300.000 mensen door de straten van Brussel. Deze optocht werd de witte mars genoemd. Nog nooit was er in Brussel zoveel volk ineens op straat gekomen, behalve bij de antirakettenbetoging van 1983. Iedereen had iets wits bij zich: een ballon, een jas. Sommigen hadden hun gezicht wit geschilderd. Het wit was als kleur van de hoop bedoeld als een symbolisch teken; deze symboliek was gegroeid na het witte verschijnen van koningin Fabiola op de begrafenis van haar echtgenoot. Met de Mars wilde de Belgische publieke opinie aangeven dat er iets moest veranderen in België en dat het gerecht en de politie meer aandacht moesten besteden aan 'het kind'.

## Na de Witte Mars
Na de betoging werden overal in België zogenaamde 'witte groepen' of 'witte comités' opgericht. Zij kwamen naderhand samen in Neufchâteau om de Witte Mars te herdenken. Ze waren met zo'n 6500, onder wie de ouders van vermiste en vermoorde kinderen. De witte comités hadden veel kritiek op de toenmalige premier Jean-Luc Dehaene, omdat de schuldigen nog steeds niet waren gestraft. In 1997 kreeg de aanplanting van het Witte Kinderbos nog veel aandacht.
De nawerking van de Witte Mars bleef echter niet even sterk. Tijdens de parlementsverkiezingen van 1999 waagde Paul Marchal, de vader van de vermoorde An, zich in de politiek. Hij richtte een eigen politieke partij op, maar zonder veel succes. Ook het aantal aanwezigen bij acties van de 'witte comités' ging geleidelijk achteruit.
Ook kwam er kritiek op de witte marsen: schrijver Tom Lanoye noemde de marsen in zijn roman Zwarte tranen een gezellig massagebeuren voor de hele familie.